# John Lawson (explorateur)
Pour les articles homonymes, voir John Lawson (homonymie) et Lawson.
John Lawson (Londres, 27 décembre 1674 — Neuse River, septembre 1711) est un explorateur et naturaliste britannique.

## Biographie
Il fait des études scientifiques et arrive à Charleston en Caroline du Sud le 15 août 1700. En décembre, il dirige une expédition d'exploration de l’intérieur des terres et atteint la Pimlico River où il entreprend des travaux de topographie. Le récit qu'il publie au retour obtient un important succès.
Fondateur de Bath et de New Bern, il est capturé en septembre 1711 avec son compagnon Christoph von Graffenried par les Tuscaroras alors qu'ils remontaient la Neuse. Les Tuscaroras libèrent Graffenried mais torturent et tuent Lawson. La guerre des Tuscaroras éclate peu après.

## Œuvre
- A New Voyage to Carolina, 1709